# Normalny Norman
Normalny Norman (ang. Normal Norman, 1999) – irlandzki serial animowany emitowany dawniej na kanale Polsat.

## Wersja Polska
Czytał: Radosław Popłonikowski

## Opis fabuły
Serial opisuje przygody rodziny Stonesów, którzy po wybuchu mikrofalówki uzyskują supermoce, prócz Normana. Jego rodzina walczy z napotkaną niesprawiedliwością, podczas gdy Norman próbuje wieść spokojne życie normalnego nastolatka.